# Граветтская культура

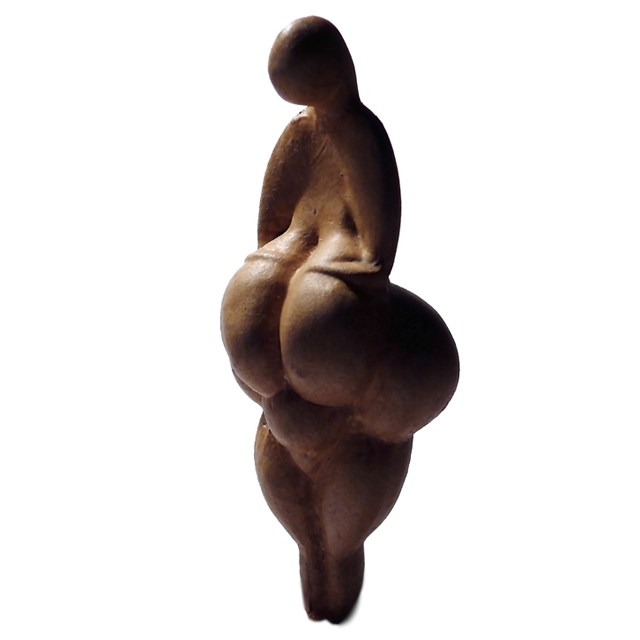
Палеолитическая Венера

Граветтская культура (Граветт, Ла-Граветт, Лаграветтская, Граветянская) — археологическая культура кроманьонцев позднего палеолита.
Датируется 28 000—21 000 годами до н. э. Названа по пещере Ла-Граветт (фр. la Gravette) в департаменте Дордонь (Франция).
Является третьим этапом в ориньякско-перигорском комплексе культур. По своим орудиям относится к поздней перигорской культуре. Сменила ориньякскую культуру в Западной Европе (носители граветтской культуры предположительно мигрировали в Европу с Ближнего Востока). Предшествует мадлену. В Центральной и Восточной Европе существовал локальный вариант — восточный граветт.
Характерны острия из пластин с притуплёнными краями, тупыми и прямыми на другой стороне. Изготовлялись малые статуи обнажённых палеолитических Венер. Захоронение троих младенцев (двое из них были похоронены в одной могиле) на позднепалеолитической стоянке Кремс-Вахтберг в «эмбриональной» позе (около 27 тысяч лет назад, радиоуглеродная датировка) показывает, что новорождённые воспринимались как полноценные члены первобытного коллектива.
Археологические раскопки стоянок показывают, что люди граветтской культуры на западе Европы предпочитали охотиться на диких лошадей, почти игнорируя бизонов и оленей, на территории Восточной Европы и России — на шерстистых мамонтов. Для охоты использовали ловушки и ловчие ямы. Жили в неглубоких пещерах, иногда в примитивных хижинах.

## Восточный граветт

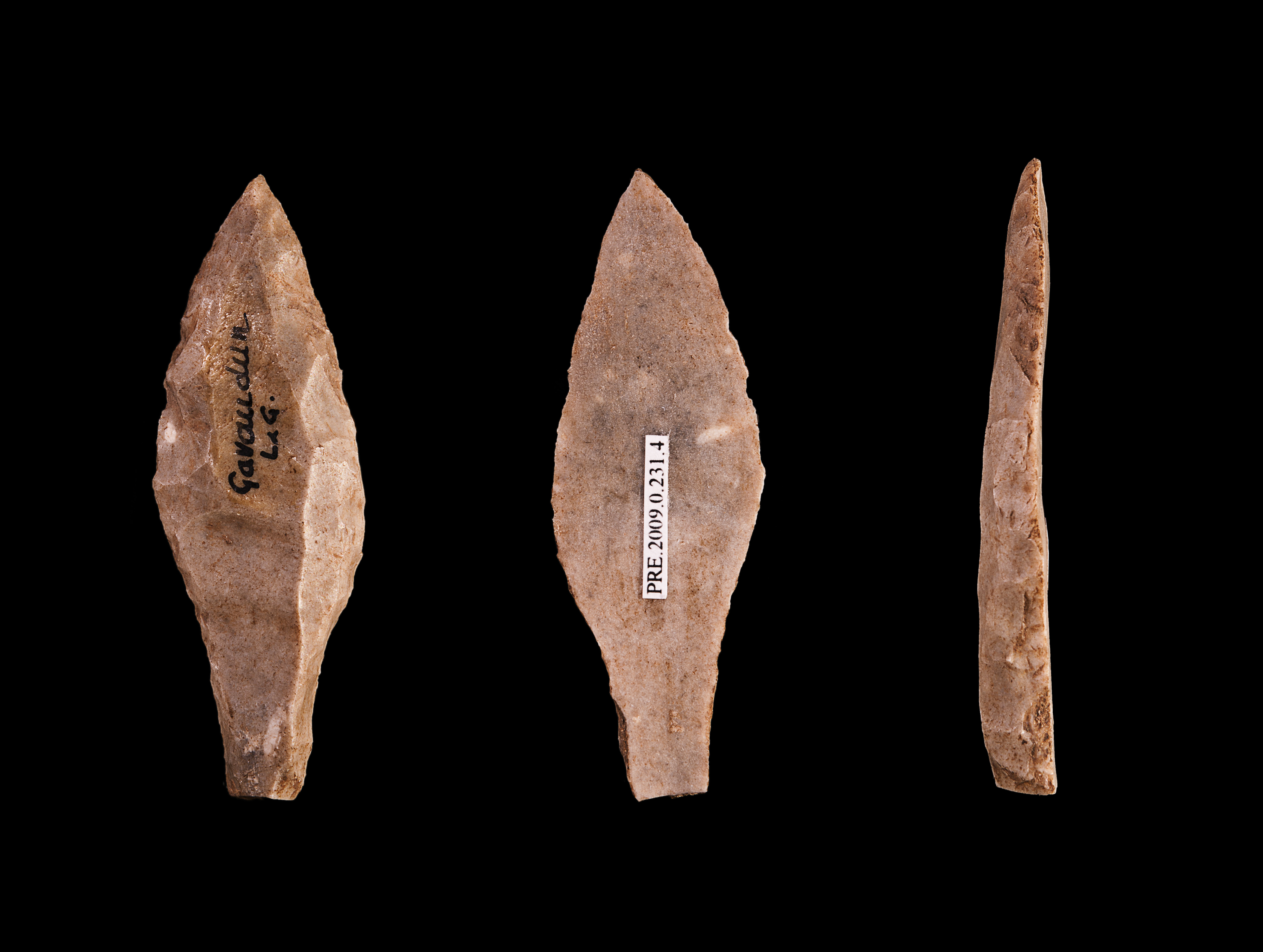
Кремнёвое остриё граветтской культуры

Восточный граветт, павловьен — археологическая культура позднего палеолита во время последнего ледника. Сходство ее изделий с изделиями граветтской культуры определило ее название. Более узкое понимание культуры ограничено виллендорф-костёнковской культурой. Археологи определяют начало культуры в Австрии и Моравии (Виллендорф, Павлов), откуда племена охотников в переходах за стадами мамонтов заселили долины Вислы, Припяти, верхнего и среднего Днепра, Дона и, возможно, дальше.
Датируется различными методами периодом 28 тыс. (начало в Центральной Европе) — 16 тыс. лет назад.
Одна из самых характерных черт — присутствие палеолитических Венер (Виллендорфская Венера, Вестоницкая Венера, Венера Лоссельская).
Главные памятники: Буран-Кая (Крым), Хотылёво 2, Гагарино, Замятино 14, Костёнки 8/2, Пушкари 1, Борщево 1, Виллендорф II, Агсбах, Дольни-Вестонице I и II, Пршедмости, Павлов I и VI, Авдеево, Петржковице (Петршковице), Бердыж, Костёнки 1/1, Зарайск, Костёнки 21/3.

## Палеогенетика
У представителей граветтской культуры из Дольни-Вестонице, живших ок. 31 тыс. лет назад, были определены митохондриальные группы U, U5 и U8c и Y-хромосомные гаплогруппы CT (notIJK), BT, F, IJK. У образца Paglicci 133 из пещеры Пальиччи в Италии (34—31 тыс. л. н.) была определена Y-хромосомная гаплогруппа I и митохондриальная гаплогруппа U8c, у образца Pavlov 1 из Чехии — Y-хромосомная гаплогруппа C1a2 и митохондриальная гаплогруппа U5, у образца Krems WA3 из Австрии — митохондриальная гаплогруппа U5, у образцов Ostuni 2 из Италии, Goyet Q53-1, Goyet Q375-19, Goyet Q56-16 из пещеры Гойе (фр. Grottes de Goyet) в Бельгии — митохондриальная гаплогруппа U2, у образца Paglicci 133 — митохондриальная гаплогруппа U2-9, у образца Ostuni 1 — митохондриальная гаплогруппа M. У образцов Krems1_1 (I2483) и Krems1_2 (I2484) (30,950−31,75 тыс. лет до настоящего времени) из Кремс-Вахтберг определили митохондриальную гаплогруппу U5 и Y-хромосомную гаплогруппу I. У представителя граветтской культуры Paglicci 12 определили митохондриальную гаплогруппу U8c.